# أولي (لاعب كرة قدم)
أولي (بالإسبانية: Oli) هو لاعب كرة قدم ومدرب كرة قدم إسباني في مركز الهجوم، ولد في 2 أبريل 1972 في أبيط في إسبانيا. شارك مع منتخب إسبانيا لكرة القدم. أما مع النوادي، فقد لعب مع ريال أوفييدو وريال بيتيس ونادي قادش.

## وصلات خارجية
- أولي على موقع الاتحاد الدولي (مؤرشف)  (الإنجليزية)
- أولي على موقع قاعدة بيانات كرة القدم.إي يو (الإنجليزية)
- أولي على موقع ناشيونال فوتبول تيمز (الإنجليزية)
- أولي على موقع عالم كرة القدم.نت (الإنجليزية)